# (Dimetilaminometilen)malononitrilo
El (dimetilaminometilen) malononitrilo —2-(dimetilaminometilideno) propanodinitrilo de acuerdo a la nomenclatura IUPAC— es un compuesto orgánico de fórmula molecular C6H7N3.
Este compuesto contiene dos grupos funcionales C≡N y un grupo amino terciario. Su estructura corresponde al malononitrilo, unido a un grupo metileno (=CH-), enlazado a su vez a un carbono de la trimetilamina. 

## Propiedades físicas y químicas
A temperatura ambiente, el (dimetilaminometilen)malononitrilo es un sólido de color verde.
Su punto de fusión es de 81 °C, mientras que su punto de ebullición puede estar comprendido entre 230 °C y 413 °C, siendo este último un valor estimado, no experimental.
Posee una densidad ligeramente mayor que la del agua (en torno a 1,1 g/cm³), siendo relativamente soluble en ésta, en proporción aproximada de 1000 g/L.
El valor del logaritmo de su coeficiente de reparto, logP = 0,26 (también cifra estimada), sugiere una solubilidad ligeramente menor en disolventes polares como el agua que en disolventes apolares como el 1-octanol.

## Síntesis y usos
El (dimetilaminometilen)malononitrilo puede ser sintetizado a partir del etoximetilenmalononitrilo, nitrilo asequible y adecuadamente funcionalizado utilizado en la síntesis de pirimidinas, piridinas, pirazoles y otros compuestos heterocíclicos. Así, a una disolución de etoximetilenmalononitrilo en diclorometano (enfríada a 0 °C) se le añade dimetilamina en tetrahidrofurano y se obtiene (dimetilaminometilen)malononitrilo con un rendimiento del 82%.
Por otro lado, este nitrilo se emplea como intermediario en la producción de aminometilenmalononitrilo —compuesto muy parecido al (dimetilaminometilen)malononitrilo pero con una amina primaria en vez de terciaria—, que es, a su vez, un valioso intermediario para la elaboración de tiamina (vitamina B1).
Igualmente se ha usado para la preparación de 2-metil-4-amino-5-cianopirimidina, otro intermediario crítico para sintetizar la vitamina B1.
El (dimetilaminometilen)malononitrilo ha sido usado en la manufactura de polímeros de látex antimicrobiano y de materiales derivados del mismo; estos polímeros derivan de distintos monómeros y de compuestos de amonio cuaternario «etilénicamente» insaturados. Entre estos últimos cabe utilizar diferentes aminonitrilos como el (dimetilaminometilen)malononitrilo.

## Precauciones
Esta sustancia es combustible y tiene un punto de inflamabilidad elevado (209 °C, siendo éste un valor estimado y no experimental).
Es un producto tóxico si de ingiere, inhala o entra en contacto con la piel.